# Tupelo (Oklahoma)
Tupelo è un comune degli Stati Uniti d'America, situato nello Stato dell'Oklahoma, nella Contea di Coal.